# مرقس السادس (بابا الإسكندرية)
مرقس السادس، بابا الإسكندرية وبطريرك الكرازة المرقسية للأقباط الأرثوذكس رقم 101. أقام بطريركاً لمدة 10 سنوات تماماً، في الفترة من 20 أبريل 1646 م حتى 20 أبريل 1656 م. وخلا الكرسي بعده 4 سنوات و7 أشهر و16 يوماً.